# Омськ-Пасажирський
Омськ-Пасажирський — вузлова пасажирська залізнична станція Омського регіону Західно-Сибірської залізниці, що знаходиться в місті Омську, адміністративному центрі Омської області. Тут же розташовується головний залізничний вокзал міста. Станція розташована в Ленінському адміністративному окрузі Омська.

## Історія
Залізничне сполучення по маршруту «Челябінськ — Омський Пост» існує з серпня 1894, але лише після спорудження моста через Іртиш в 1896 році почалося повноцінний рух без пересадки.
Перша будівля побудовано в 1896 році, воно було цегляним, одноповерховим.
Сучасна будівля вокзалу побудовано в 1958 році. 7 березня 2019 року відкрито храм на честь святителя Миколи Чудотворця.